# FM Federal
FM Federal es una emisora de radio argentina operada por la Policía Federal Argentina. Emite desde la Ciudad de Buenos Aires en los 99.5 megahertz de la frecuencia modulada.

## Historia
En octubre de 1996, el ComFeR (Comité Federal de Radiodifusión) otorgó a la PFA la autorización para iniciar emisiones de prueba en la FM 87.9 y así empezaron a preparar las instalaciones en el histórico Departamento Central donde se albergaría la que sería la 1.ª Radio de Servicios en el mundo, sin fines de lucro, creada, dirigida, producida y operada por una institución policial.

## Programación
Su programación es mayormente musical, de servicio público y educativa. En ella se pueden encontrar desde microprogramas dedicados al cuidado de la salud y al trabajo de las fuerzas de seguridad hasta música ligera, mayormente en inglés y en español. FM Federal emite Informes de tránsito y noticias de nacional e internacional local.